# 中轴线南段道路遗存
中轴线南段道路遗存，是一处清代古遗址，位于北京市东城区永定门东滨河路18号永定门公园内、 西城区前门大街西侧。已列为北京市文物保护单位。2024年7月27日，南端道路遺存作为「北京中轴线——中国理想都城秩序的杰作」的组成部分，入選世界遗产。

## 保护
2021年8月19日，永定门御道遗存公布为第九批北京市文物保护单位，编号9-2。2023年1月19日，西城区前门大街西侧一段中轴线南段道路遗存与永定门御道遗存合并，列入第九批增补北京市文物保护单位增补，更名为“中轴线南段道路遗存”。2024年7月27日，南端道路遺存作为「北京中轴线——中国理想都城秩序的杰作」的组成部分，入選世界遗产。